# Fossombroniaceae
Die Fossombroniaceae sind eine Familie der Lebermoose, sie bilden eine eigene Ordnung Fossombroniales in der Klasse der Fossombroniopsida. Der Gattungsname Fossombrionia ehrt den italienischen Mathematiker und Staatsmann Vittorio Fossombroni (1754–1844).

## Merkmale
Die Gametophyten sind thallos und besitzen eine Mittelrippe mit daran ansetzend: entweder zum Thallusrand verlaufende aufrecht gestellte Lamellen (Petalophyllum) oder zwei Reihen von lateralen Blattlappen (Fossombronia). Dieser Bau ist ähnlich dem der Jungermanniidae. Allerdings werden die Gametangien auf der Mittelrippe gebildet, daher werden die „Blätter“ als zerschlitzte Thallusflügel gedeutet.
Das Perichaetium (Thalluswucherung um die Gametangienstände) ist kelch- oder glockenförmig. Die Kalyptra ist kürzer als das Perichaetium. Die Kapsel ist kugelförmig. Bei der Reife zerfällt die zweischichtige Kapselwand von der Spitze her in unregelmäßige Stücke. Die Sporen besitzen unregelmäßige Leisten oder sind stachelig.

## Systematik

### Äußere Systematik
Der Bau der Verbindung zwischen Sporophyt und Gametophyt weicht von dem der Jungermanniopsida ab. Zudem stehen die Antheridien und Archegonien in einfacher akropetaler Folge auf der Oberseite der Thallusachse. Die Kapseln besitzen keine Klappen.

### Innere Systematik
Die Fossombroniaceae bestehen aus zwei Gattungen mit rund 90 Arten:
- Fossombronia
- Austrofossombronia